# The Glee Project
The Glee Project (tạm dịch: Dự án Glee) là một sê-ri truyền hình thực tế Mỹ của kênh Oxygen. Chương trình là một cuộc thi tìm kiếm diễn viên mới cho bộ phim của Fox, Glee. Dù vậy, kế hoạch đã phải dời lại vào cuối tháng 5 năm 2011, và đã được trình chiếu vào ngày 12 tháng 6 năm 2011. Tại Canada, sê-ri bắt đầu được phát sóng trên kênh Slice vào ngày 26 tháng 6 năm 2011 với tập phim "mở màn" hai tiếng đồng hồ gồm quá trình thử giọng và nhóm 12 người lọt vào vòng trong. Tại Anh, sê-ri được phát sóng trên kênh Sky One vào ngày 14 tháng 7 năm 2011 với tập phim 90 phút tương tự như Canada. Còn tại Việt Nam và Đông Nam Á, chương trình hiện đang trình chiếu trên kênh giải trí STAR World.
Giám đốc sản xuất của Glee, Ryan Murphy và Dante Di Loreto đều chịu trách nhiệm sản xuất cho The Glee Project. Đạo diễn thử giọng của Glee, Robert Ulrich, đồng thời cũng đã đảm nhiệm vai trò này trong chương trình.
Damian McGinty và Samuel Larsen đã chiến thắng mùa đầu tiên. Hai á quân Lindsay Pearce và Alex Newell sẽ xuất hiện trong hai tập phim của Glee mùa 3, còn Cameron Mitchell, người từ bỏ chương trình từ tập 7 đã thắng giải "thí sinh được yêu thích nhất" với 10,000 đô-la tiền thưởng. Pearce sau đó đã bắt đầu thực hiện 2 tập phim liền của mình với vai diễn tương tự như Rachel Berry tên Harmony trong tập "The Purple Piano Project".
Đã có thông báo cho mùa thứ hai của chương trình. Chi tiết buổi thử vai mùa hai đã được đăng tải.

## Quá trình dự thi
Mỗi tập phim của The Glee Project đều có một chủ đề và các thí sinh có một tuần luyện tập vũ đạo, thu âm và quay video ca nhạc.
Bài tập về nhàNhững thí sinh đều được giao "bài tập về nhà", thực chất đây là một bản nhạc được giao đến các thí sinh để họ có thể tập luyện và học lời. Vào mở đầu của từng tập phim, họ sẽ trình diễn "bài tập" của mình trước mặt một giám khảo khách mời bí mật từ Glee. Người trình diễn tốt nhất sẽ được huấn luyện riêng với giám khảo khách mời và trở thành nhân vật chính của video ca nhạc mà họ quay trong tuần đó.
Video ca nhạc (trình diễn nhóm)Những thí sinh sau đó sẽ thực hiện một video ca nhạc "lấy cảm hứng từ những màn trình diễn của Glee". Trong khi chuẩn bị, họ sẽ thu âm với nhà sản xuất Nikki Anders và tập luyện vũ đạo với Zach Woodlee và/hoặc trợ lý của anh, Brook Lipton. Toàn bộ quá trình này sẽ được giám sát bởi đạo diễn thử giọng của Glee, Robert Ulrich.
Gọi lạiBa người thực hiện tệ nhất trong tuần sẽ được công bố bởi Robert Ulrich và Zach Woodlee (trong tập 8 được thay thế bởi Nikki Anders). Họ sẽ phải trình diễn một bài hát mà chương trình yêu cầu và tập luyện ca khúc trong vòng hai tiếng đồng hồ. Hai giám khảo trên và Ryan Murphy sẽ là những người quyết định loại các thí sinh trong cuộc thi.
Kết quảSau khi đã quyết định, họ sẽ coi một "danh sách" với quyết định bị loại (hoặc ngược lại). Ngay sau đó, sẽ là màn trình diễn bài hát "Keep Holding On" của Avril Lavigne của người bị loại kèm theo những thí sinh còn lại với vai trò hát bè.

## Các thí sinh
| Thí sinh             | Tuổi | Nơi sinh                     | Kết quả                | Ngày bị loại        | Chú thích     |
| -------------------- | ---- | ---------------------------- | ---------------------- | ------------------- | ------------- |
| Damian McGinty, Jr.  | 18   | Derry City, Bắc Ireland      | Chiến thắng            | —                   | [ 6 ]         |
| Samuel Larsen        | 19   | Los Angeles, California      | Chiến thắng            | —                   | [ 7 ]         |
| Alex Newell          | 18   | Lynn, Massachusetts          | Hạng nhì               | —                   | [ 8 ]         |
| Lindsay Pearce       | 19   | Modesto, California          | Hạng nhì               | —                   | [ 9 ]         |
| Hannah McIalwain     | 19   | Asheville, Bắc Carolina      | Người thứ 8 bị loại    | 7 tháng 8 năm 2011  | [ 10 ]        |
| Cameron Mitchell     | 21   | Fort Worth, Texas            | Từ bỏ                  | 31 tháng 7 năm 2011 | [ 11 ] [ 12 ] |
| Marissa von Bleicken | 19   | New York, New York           | Người thứ 6 bị loại    | 24 tháng 7 năm 2011 | [ 13 ]        |
| Matheus Fernandes    | 19   | Atlanta, Georgia             | Người thứ 5 bị loại    | 17 tháng 7 năm 2011 | [ 14 ] [ 15 ] |
| McKynleigh Abraham   | 19   | Paducah, Kentucky            | Người thứ 4 bị loại    | 10 tháng 7 năm 2011 | [ 16 ]        |
| Emily Vásquez        | 22   | New York, New York           | Người thứ 3 bị loại    | 26 tháng 6 năm 2011 | [ 17 ]        |
| Ellis Wylie          | 18   | Grayslake, Illinois          | Người thứ 2 bị loại    | 19 tháng 6 năm 2011 | [ 18 ] [ 19 ] |
| Bryce Ross-Johnson   | 22   | Westlake Village, California | Người thứ nhất bị loại | 12 tháng 6 năm 2011 | [ 20 ]        |

## Các tập phim
| Thứ tự | Tựa tập                      | Số lượng khán giả (triệu người) | Ngày phát sóng chính thức | Bị loại    |
| --- | ---------------------------- | ------------------------------- | ------------------------- | ---------- |
| 0 | "12 người lọt vào chung kết" | TBA                             | 12 tháng 6 năm 2011       | Không có   |
| Quá trình của buổi thử giọng cho mùa của sê-ri. |                              |                                 |                           |            |
| 1 | "Cá nhân"                    | 0.455                           | 12 tháng 6 năm 2011       | Bryce      |
| - Giám khảo/giảng viên khách mời: Darren Criss (Blaine Anderson) - Bài tập về nhà: "Signed, Sealed, Delivered I'm Yours" – Stevie Wonder - Người chiến thắng: Matheus - Video ca nhạc: "Firework" – Katy Perry - Trình diễn lại: - Damian – "Jessie's Girl" – Rick Springfield - Bryce – "Just the Way You Are – Bruno Mars – Bị loại - Ellis – "Big Spender" từ Sweet Charity |                              |                                 |                           |            |
| 2 | "Chất sân khấu"              | 0.527                           | 19 tháng 6 năm 2011       | Ellis      |
| - Giám khảo/giảng viên khách mời: Idina Menzel (Shelby Corcoran) - Bài tập về nhà: "Bad Romance" – Lady Gaga - Người chiến thắng: Alex - Video ca nhạc: "We're Not Gonna Take It" – Twisted Sister - Trình diễn lại: - Ellis – "Mack the Knife" – The Threepenny Opera – Bị loại - Matheus – "Gives You Hell" – The All-American Rejects - McKynleigh – "Piece of My Heart" – Janis Joplin |                              |                                 |                           |            |
| 3 | "Nhược điểm"                 | 0.591                           | 26 tháng 6 năm 2011       | Emily      |
| - Giám khảo/giảng viên khách mời: Dot-Marie Jones (Coach Beiste) - Bài tập về nhà: "Please Don't Leave Me" – Pink - Người chiến thắng: Matheus - Video ca nhạc: "Mad World" – Michael Andrews cùng Gary Jules - Trình diễn lại: - Cameron – "Your Song" - Elton John - Emily – "Grenade" – Bruno Mars – Bị loại - Damian – "Are You Lonesome Tonight?" - Elvis Presley |                              |                                 |                           |            |
| 4 | "Kỹ thuật vũ đạo"            | 0.745                           | 10 tháng 7 năm 2011       | McKynleigh |
| - Giám khảo/giảng viên khách mời: Harry Shum, Jr. (Mike Chang) - Bài tập về nhà: "Hey, Soul Sister" – Train - Người chiến thắng: Samuel - Video ca nhạc: "U Can't Touch This" - MC Hammer - Trình diễn lại: - McKynleigh – "Last Name" – Carrie Underwood - Bị loại - Matheus – "Down" - Jay Sean - Alex – "I Will Always Love You" - Whitney Houston |                              |                                 |                           |            |
| 5 | "Kỹ năng song ca"            | TBA                             | 17 tháng 7 năm 2011       | Matheus    |
| - Giám khảo/giảng viên khách mời: Darren Criss (Blaine Anderson) - Bài tập về nhà: "Need You Now" – Lady Antebellum - Người chiến thắng: Marissa - Video ca nhạc: - Damian & Matheus – "The Lady Is a Tramp" – Sammy Davis, Jr. - Hannah & Alex – "Nowadays" – Chicago - Marissa & Samuel – "Don't You Want Me" – The Human League - Cameron & Lindsay – "Baby, It's Cold Outside" – Frank Loesser - Trình diễn lại: - Hannah & Alex – "Valerie" – Mark Ronson và Amy Winehouse - Damian & Matheus – "These Boots Are Made for Walkin'" – Nancy Sinatra - Cameron & Lindsay – "River Deep – Mountain High" – Ike & Tina Turner - Ba người trình diễn tệ nhất: - Alex - Cameron - Matheus - Bị loại |                              |                                 |                           |            |
| 6 | "Sự bền bỉ"                  | 1.270                           | 24 tháng 7 năm 2011       | Marissa    |
| - Giám khảo/giảng viên khách mời: Max Adler (Dave Karofsky) - Bài tập về nhà: "Bulletproof" – La Roux - Người chiến thắng: Marissa - Video ca nhạc: "Ice Ice Baby" - Vanilla Ice / "Under Pressure" - Queen cùng David Bowie - Trình diễn lại: - Alex – "And I Am Telling You I'm Not Going" – Dreamgirls - Marissa – "Hate On Me" – Jill Scott – Bị loại - Cameron – "Love Can Wait" – Cameron Mitchell |                              |                                 |                           |            |
| 7 | "Sự gợi tình"                | TBA                             | 31 tháng 7 năm 2011       | Cameron    |
| - Giám khảo/giảng viên khách mời: Mark Salling (Noah "Puck" Puckerman) và Ashley Fink (Lauren Zizes) - Bài tập về nhà: "Like A Virgin" – Madonna - Người chiến thắng: Samuel - Video ca nhạc: "Teenage Dream" – Katy Perry - Trình diễn lại: - Alex – "I Will Survive" – Gloria Gaynor - Cameron – "Blackbird" – The Beatles – Từ bỏ - Damian – "Danny Boy" – Frederic Weatherly |                              |                                 |                           |            |
| 8 | "Sự tin tưởng"               | 0.912                           | 7 tháng 8 năm 2011        | Hannah     |
| - Giám khảo/giảng viên khách mời: Jenna Ushkowitz (Tina Cohen-Chang) - Bài tập về nhà: "True Colors" – Cyndi Lauper - Người chiến thắng: Hannah - Video ca nhạc: "The Only Exception" – Paramore - Trình diễn lại: - Hannah – "Back to December" – Taylor Swift – Bị loại - Lindsay – "Maybe This Time" – Cabaret - Samuel – "Animal" – Neon Trees |                              |                                 |                           |            |
| 9 | "Sự khoan dung"              | TBA                             | 14 tháng 8 năm 2011       | Không có   |
| - Giám khảo/giảng viên khách mời: Kevin McHale (Artie Abrams) - Bài tập về nhà: "Lean On Me" – Bill Withers - Người chiến thắng: Lindsay - Video ca nhạc: "Sing" - My Chemical Romance - Trình diễn lại: - Alex – "His Eye Is on the Sparrow" – Civilla D. Martin - Lindsay – "Defying Gravity" – Wicked - Damian – "I've Gotta Be Me" – Sammy Davis, Jr. - Samuel – "My Funny Valentine" – Babes in Arms |                              |                                 |                           |            |
| 10 | "Đội hát thực sự"            | 1.24                            | 21 tháng 8 năm 2011       | Không có   |
| - Giám khảo/giảng viên khách mời: Ryan Murphy - Bài tập về nhà: "Don't Stop Believin'" – Journey - Video ca nhạc: "Raise Your Glass" - Pink - Trình diễn lần cuối: - Lindsay - "Gimme Gimme" - Thoroughly Modern Millie - Damian - "Beyond the Sea" - Charles Trenet - Samuel - "Jolene" - Dolly Parton - Alex - "I Am Changing" - Dreamgirls Á quân và xuất hiện trong hai tập của Glee: Alex Newell & Lindsay Pearce Người chiến thắng và xuất hiện trong 7 tập của Glee: Damian McGinty & Samuel Larsen |                              |                                 |                           |            |

## Thứ tự loại thí sinh
| Damian     | ĐỀ CỬ | VÀO   | ĐỀ CỬ | VÀO   | VÀO   | VÀO   | ĐỀ CỬ | VÀO   | ĐỀ CỬ | Thắng (7) |  |  |  |
| Samuel     | VÀO   | VÀO   | VÀO   | Thắng | VÀO   | VÀO   | Thắng | ĐỀ CỬ | ĐỀ CỬ | Thắng (7) |  |  |  |
| Alex       | VÀO   | Thắng | VÀO   | ĐỀ CỬ | ĐỀ CỬ | ĐỀ CỬ | ĐỀ CỬ | VÀO   | ĐỀ CỬ | Thắng (2) |  |  |  |
| Lindsay    | VÀO   | VÀO   | VÀO   | VÀO   | VÀO   | VÀO   | VÀO   | ĐỀ CỬ | T/ĐC  | Thắng (2) |  |  |  |
| Hannah     | VÀO   | VÀO   | VÀO   | VÀO   | VÀO   | VÀO   | VÀO   | Loại  |       |           |  |  |  |
| Cameron    | VÀO   | VÀO   | ĐỀ CỬ | VÀO   | ĐỀ CỬ | ĐỀ CỬ | TỪ BỎ |       |       |           |  |  |  |
| Marissa    | VÀO   | VÀO   | VÀO   | VÀO   | Thắng | Loại  |       |       |       |           |  |  |  |
| Matheus    | Thắng | ĐỀ CỬ | Thắng | ĐỀ CỬ | Loại  |       |       |       |       |           |  |  |  |
| McKynleigh | VÀO   | ĐỀ CỬ | VÀO   | Loại  |       |       |       |       |       |           |  |  |  |
| Emily      | VÀO   | VÀO   | Loại  |       |       |       |       |       |       |           |  |  |  |
| Ellis      | ĐỀ CỬ | Loại  |       |       |       |       |       |       |       |           |  |  |  |
| Bryce      | Loại  |       |       |       |       |       |       |       |       |           |  |  |  |

 Thắng  Thí sinh đã thắng phần Bài tập về nhà.

 T/ĐC  Thí sinh đã thắng phần Bài tập về nhà nhưng lại nằm trong danh sách đề cử những thí sinh bị loại.

 ĐỀ CỬ  Thí sinh đã được đề cử trong danh sách những người bị loại.

 Loại  Thí sinh đã thắng phần Bài tập về nhà nhưng bị loại.

 Loại  Thí sinh bị loại.

 TỪ BỎ  Thí sinh từ bỏ cuộc thi.

 Thắng (7)  Thí sinh thắng chương trình và xuất hiện trong 7 tập phim của Glee.

 Thắng (2)  Thí sinh đoạt hạng nhì và xuất hiện trong 2 tập phim của Glee.

## Phát sóng
| Quốc gia/Khu vực | Kênh         | Phát sóng đầu tiên  | Chú thích         |
| --- | ------------ | ------------------- | ----------------- |
| Úc | Eleven       | 15 tháng 7 năm 2011 | [ 27 ]            |
| Mỹ Latin · Argentina · Bolivia · Brasil · Chile · Colombia · Costa Rica · Cộng hòa Dominica · Ecuador · El Salvador · Guatemala · Honduras · México · Nicaragua · Panama · Paraguay · Perú · Uruguay · Venezuela | Fox Mỹ Latin | 23 tháng 6 năm 2011 | [ cần dẫn nguồn ] |
| Canada | Slice        | 26 tháng 6 năm 2011 | [ 28 ]            |
| Nhật Bản | SPBC         | 29 tháng 7 năm 2011 | [ cần dẫn nguồn ] |
| New Zealand | FOUR         | 8 tháng 8 năm 2011  | [ cần dẫn nguồn ] |
| Philippines | ETC, Jack TV | 13 tháng 6 năm 2011 | [ 29 ]            |
| Đông Nam Á · Hồng Kông · Indonesia · Malaysia · Myanmar · Philippines · Singapore · Đài Loan · Thái Lan · Việt Nam                                                                                               | STAR World   | 15 tháng 8 năm 2011 | [ cần dẫn nguồn ] |
| Anh Quốc · Ireland · | Sky1         | 20 tháng 7 năm 2011 | [ cần dẫn nguồn ] |
| Hoa Kỳ (Chính thức) | Oxygen       | 12 tháng 6 năm 2011 | —                 |